# Оксианионная дыра

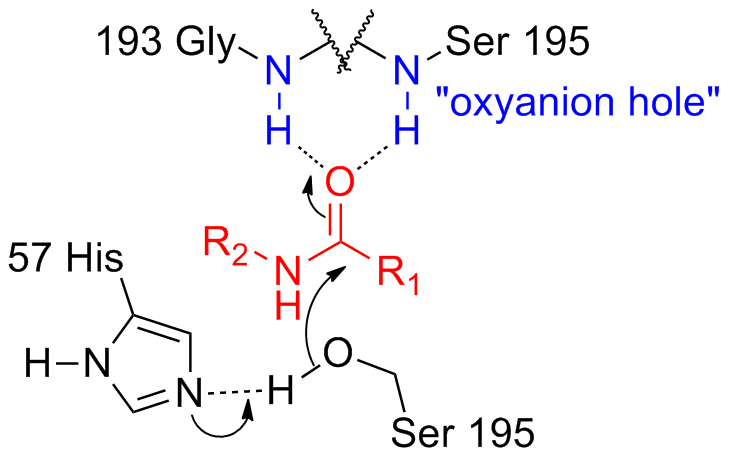
Оксианионная дыра сериновой протеазы (черный) стабилизирует накопление отрицательного заряда в переходном состоянии субстрата (красный) с помощью водородных связей амидов основной цепи фермента (синий).

Оксианионная дыра — это карман в активном центре фермента, который стабилизирует отрицательный заряд переходного состояния на депротонированном кислороде или алкоксиде. Карман обычно состоит из амидов основной цепи или положительно заряженных остатков. Стабилизация переходного состояния снижает энергию активации, необходимую для реакции, и, таким образом, способствует катализу. Например, протеазы, такие как химотрипсин, содержат оксианионную дыру для стабилизации тетраэдрического промежуточного аниона, образующегося во время протеолиза, и защищают отрицательно заряженный кислород субстрата от молекул воды. Кроме того, оксианионная дыра может позволить вставлять или позиционировать субстрат, который будет страдать от стерических помех, если он не сможет занять соответствующее отверстие (например, BPG в гемоглобине). Ферменты, катализирующие многоступенчатые реакции, могут иметь несколько оксианионных дыр, которые стабилизируют различные переходные состояния в реакции.